# Kelly Block
Pour les articles homonymes, voir Block.
Kelly Block (née le 30 novembre 1961), est une femme politique canadienne, députée conservatrice de la circonscription de Sentier Carlton—Eagle Creek (SK) depuis les élections fédérales canadiennes de 2015. Elle était auparavant députée de la circonscription de Saskatoon—Rosetown—Biggar depuis 2008, réélue en 2011.

## Biographie
Kelly Blok commence sa carrière politique comme mairesse de Waldheim. Première femme à ce poste, elle l’occupe durant deux mandats. Par ailleurs présidente du district de santé de Gabriel Springs, elle travaille ensuite à l'Office régional de la santé de Saskatoon lorsque le gouvernement fusionne les districts sanitaires.
Elle tente une entrée en politique provinciale en novembre 2006 en candidatant à l'investiture pour le Parti saskatchewanais dans Martensville, mais est battue par Nancy Heppner.
Elle retente sa chance au niveau fédéral et est investie par le Parti conservateur du Canada dans Saskatoon—Rosetown—Biggar pour les élections fédérales 2008. Elle est élue de justesse avec moins de 300 voix d'avance face à Nettie Wiebe, figure locale du Nouveau parti démocratique. Elle siège d'abord au Comité de la procédure et des affaires de la Chambre (PROC) et au Comité de l'accès à l'information, de la protection des renseignements personnels et de l'éthique (ETHI).
Le duel a de nouveau lieu lors des élections fédérales 2011 mais elle est réélue, avec 500 voix d'avance cette fois-ci. Elle entre alors au Comité de la santé et au Comité des opérations et des prévisions budgétaires du gouvernement et est nommée présidente du caucus régional conservateur de la Saskatchewan par Stephen Harper. Elle change d'attributions parlementaires en septembre 2013, devenant secrétaire parlementaire du ministère des Ressources naturelles.
En juin 2010, Kelly Block reçoit le prix Maclean's du parlementaire de l'année, grâce à un vote pondéré de ses collègues parlementaires de tous les partis.
En octobre 2012, elle crée la polémique après l'envoi à tous ses électeurs d'un dépliant nommé « Ending Unfair Benefits for Refugee Claimants » (Mettre fin aux avantages injustes pour les demandeurs d'asile) qui demande la fin de toute aide de santé pour les demandeurs d'asiles avec un vocabulaire jugé violent. Elle se défend en disant qu'elle assume le message mais qu'une version de travail non-finalisée a été envoyé par erreur à ses administrés et qu'elle regrette certains termes.
La circonscription d'élection de Kelly Block est ensuite abolie et Sentier Carlton—Eagle Creek est créée à partir de circonscriptions plus nettement conservatrices. Lors des élections fédérales 2015, elle est élue triomphalement avec presque 65 % des suffrages. Elle est alors nommée porte-parole de l'opposition officielle en matière de transport par Rona Ambrose, cheffe intérimaire du Parti conservateur du Canada.

### Résultats électoraux
|       | Candidat      | Parti        | # de voix | % des voix |
|       | Kelly Block   | Conservateur | +26 004,  | 64,72 %    |
|       | Alex Slusar   | Libéral      | +05 774,  | 14,37 %    |
|       | Glenn Wright  | NPD          | +07 499,  | 18,66 %    |
|       | Lynn Oliphant | Vert         | +00902,   | 2,24 %     |
| Total | Total         | Total        | 40 179    | 100 %      |

|       | Candidat        | Parti        | # de voix | % des voix |
|       | Kelly Block     | Conservateur | +14 652,  | 48,7 %     |
|       | Lee Reaney      | Libéral      | +00697,   | 2,32 %     |
|       | Nettie Wiebe    | NPD          | +14 114,  | 46,91 %    |
|       | Vicki Strelioff | Vert         | +00626,   | 2,08 %     |
| Total | Total           | Total        | 30 089    | 100 %      |

|       | Candidat        | Parti        | # de voix | % des voix |
|       | Kelly Block     | Conservateur | +12 166,  | 45,39 %    |
|       | Roy Bluehorn    | Libéral      | +01 176,  | 4,39 %     |
|       | Nettie Wiebe    | NPD          | +11 913,  | 44,45 %    |
|       | Amber Jones     | Vert         | +01 228,  | 4,58 %     |
|       | Marcel Bourassa | Héritage     | +00111,   | 0,41 %     |
|       | Kevin Stricker  | Libertarien  | +00074,   | 0,28 %     |
|       | Rick Barsky     | Indépendant  | +00134,   | 0,5 %      |
| Total | Total           | Total        | 26 802    | 100 %      |